# Zenodo
Zenodo is een online digital academic repository voor wetenschappelijke publicaties en data, die wordt gesponsord door de Europese Commissie.
Zenodo heeft integratie met GitHub om code die gehost is op GitHub citeerbaar te maken. Ook de eigen code staat op GitHub. De website wordt bij de mede-oprichter CERN gehost. De Europese Commissie is via het OpenAIRE project betrokken.
Stukken in deze repository kunnen via het OAI-PMH protocol opgehaald worden.
Alle metadata is openlijk beschikbaar onder CC0-licentie.
De naam komt van Zenodotus van Efese, de eerste bibliothecaris van de Bibliotheek van Alexandrië die als eerste metadata gebruikte.